# Joel Birlehm
Joel Birlehm (* 25. April 1997 in Herford) ist ein deutscher Handballtorwart.

## Karriere
Birlehm begann bei Handball Bad Salzuflen das Handballspielen, ehe er sich 2010 dem Bundesliga-Nachwuchs von GWD Minden anschloss. Ab der Saison 2015/16 gehörte er auch dem 2. Bundesliga-Kader von GWD Minden an, mit dem er in dieser Spielzeit zwei Spiele absolvierte und in die 1. Bundesliga aufstieg. Dort bestritt er in der Saison 2016/17 ein Spiel. Im Sommer 2017 wechselte er zum TuS N-Lübbecke, mit dem er am Saisonende in die 2. Bundesliga abstieg. Zur Saison 2019/20 wechselte er zum SC DHfK Leipzig.
Im November 2021 unterschrieb Birlehm mit den Rhein-Neckar Löwen einen Vertrag, der seinen Wechsel im Sommer 2023 nach Mannheim vorsah. Aufgrund der Verletzungsmisere auf der Torhüterposition bei den Löwen wurde dieser Wechsel im Januar 2022 vorgezogen. Diese Erfahrungen führten unter anderem auch dazu, dass die Löwen in den Folgejahren mit drei Torhütern antraten. Mit den Rhein-Neckar Löwen gewann Birlehm 2023 den DHB-Pokal. Er hielt in einem außergewöhnlichen Finale gegen den SC Magdeburg den vorentscheidenden Siebenmeter im Siebenmeterwerfen. Zur Saison 2024/25 wechselte er zur TSV Hannover-Burgdorf.

## Nationalmannschaft
Birlehm gehörte der U-19-Nationalmannschaft an. 2014 bestritt er die Europameisterschaft in Polen und 2015 die Weltmeisterschaft in Russland. Er bestritt insgesamt 36 Länderspiele für die deutsche U-19.
Für die U20- und U21-Nationalmannschaft absolvierte Birlehm insgesamt 32 Länderspiele. 2016 gewann er mit dem Team die Silbermedaille bei der Junioren-Europameisterschaft in Dänemark, bei der U-21-Weltmeisterschaft 2017 in Algerien landete Birlehm mit der deutschen Auswahl auf Rang vier.
Birlehm gab am 5. November 2021 sein A-Nationalmannschaftdebüt gegen Portugal. Er stand im erweiterten Kader der deutschen Nationalmannschaft für die Europameisterschaft 2022, wurde aber nicht für das Turnier nachnominiert.
Bei der Weltmeisterschaft 2023 erreichte er mit der deutschen Nationalmannschaft den 5. Platz.

## Privates
Im Januar 2022 wurde er Vater, im Juli heiratete er.